# Джейнс, Эдвин Томпсон
Эдвин Томпсон Джейнс (англ. Edwin Thompson Jaynes; 5 июля 1922 — 30 апреля 1998) — американский физик, профессор физики в университете Вашингтона в Сент-Луисе. Его работы в основном посвящены статистической механике и обоснованию статистических методов. В 1957 Джейнс ввел принцип максимума информационной энтропии в термодинамике, как частный случай более общего байесовского подхода, подхода теории информации (хотя Джейнс утверждал, что эти идеи неявно присутствовали в работах Гиббса). Джейнс был также одним из первых, кто интерпретировал теорию вероятностей как расширение Аристотелевой логики.
В 1963 году совместно с Фредом Каммингсом предложил полностью квантовую модель эволюции двухуровневого атома в электромагнитном поле. Эта модель теперь известна как модель Джейнса-Каммингса.
Таким образом, Джейнс показал фундаментальную связь между
теорией информации, статистической термодинамикой и квантовой механикой, что в дальнейшем привело к появлению понятия Цифровая физика.
Одним из направлений деятельности Джейнса являлось построение логических принципов, позволивших бы приписывать априорные вероятности распределениям вероятности (см. принцип максимума энтропии, принцип трансформации групп и принцип индифферентности Лапласа).
В своей последней книге, Probability Theory: The Logic of Science Джейнс собрал различные взгляды на байесовскую вероятность и статистические методы и противопоставил преимущества байесовского метода перед другими подходами. Эта книга была издана уже посмертно в 2003 Cambridge University Press на основании недописанной рукописи под редакцией Larry Bretthorst.